# Cabanac
Cabanac ist eine französische Gemeinde mit 304 Einwohnern (Stand 1. Januar 2022) im Département Hautes-Pyrénées in der Region Okzitanien (vor 2016: Midi-Pyrénées). Sie gehört zum Arrondissement Tarbes und zum Kanton Les Coteaux.
Die Einwohner werden Cabanacais und Cabanacaises genannt.

## Geographie
Cabanac liegt am Fluss Arros auf dem Plateau von Lannemezan, circa 13 Kilometer ostnordöstlich von Tarbes in der historischen Provinz Bigorre.
Umgeben wird Cabanac von den sieben Nachbargemeinden:
|              | Chelle-Debat                                |                 |
| Castelvieilh | Kompassrose, die auf Nachbargemeinden zeigt | Aubarède        |
| Marquerie    | Goudon                                      | Peyriguère Thuy |

## Einwohnerentwicklung
Nach Beginn der Aufzeichnungen stieg die Einwohnerzahl bis zur Mitte des 19. Jahrhunderts auf einen Höchststand von 430. In der Folgezeit sank die Zahl der Einwohner bei kurzen Erholungsphasen bis zu den 1970er Jahren auf rund 195, bevor eine Wachstumsphase einsetzte, die bis heute anhält.
| Jahr      | 1962 | 1968 | 1975 | 1982 | 1990 | 1999 | 2006 | 2011 | 2022 |
| --------- | ---- | ---- | ---- | ---- | ---- | ---- | ---- | ---- | ---- |
| Einwohner | 219  | 211  | 197  | 217  | 217  | 210  | 238  | 284  | 304  |

## Sehenswürdigkeiten

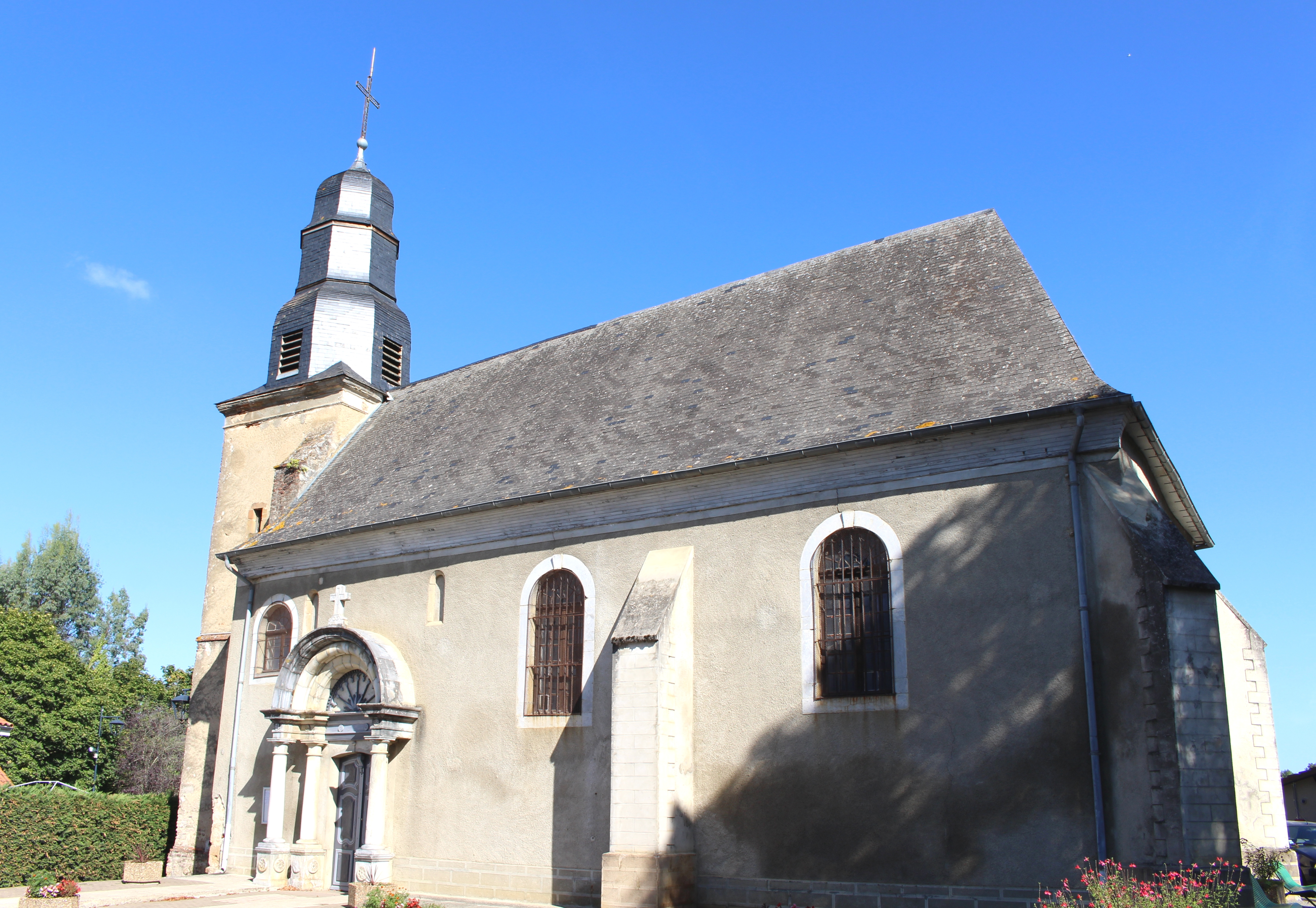
Pfarrkirche Saint-André
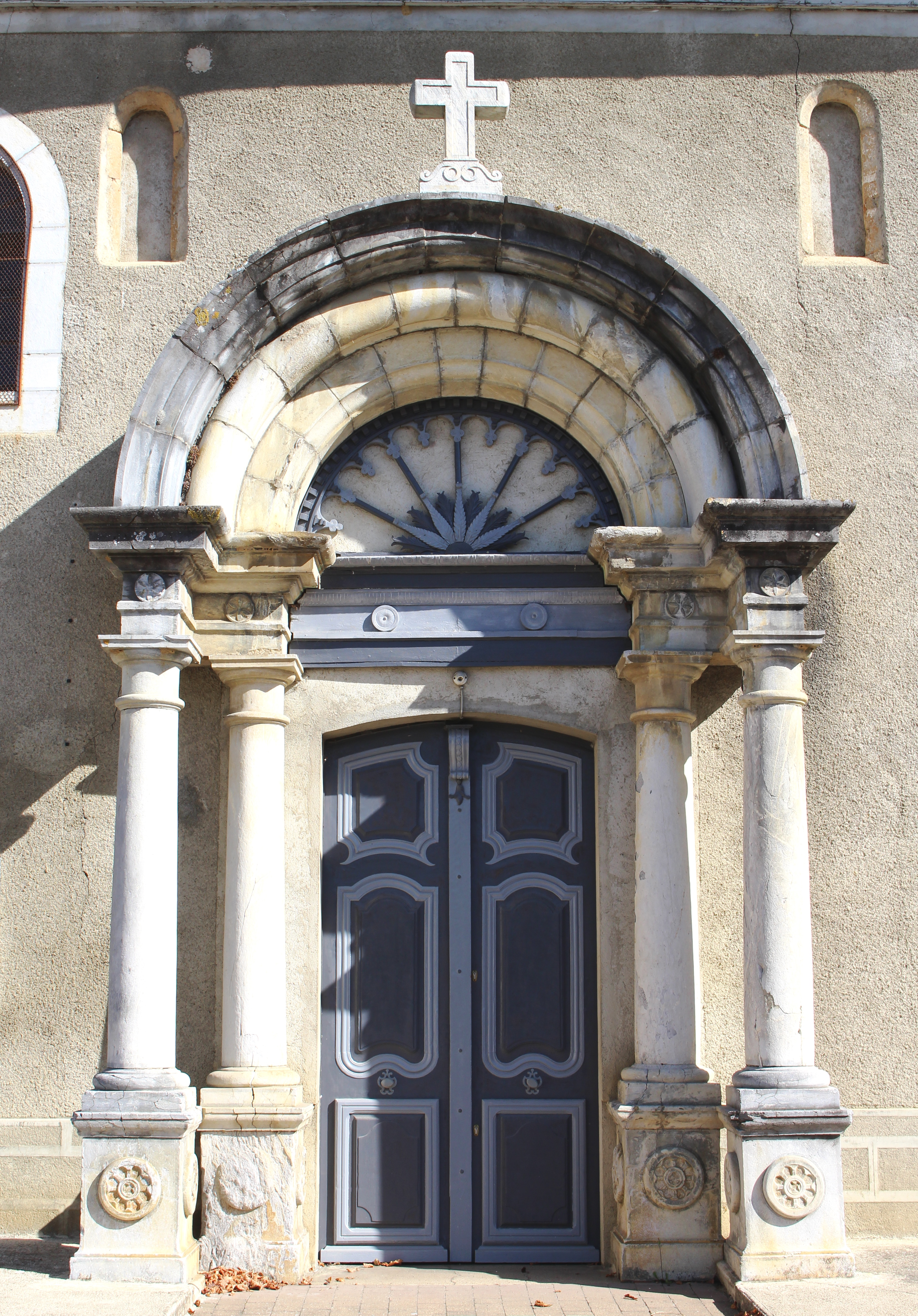
Eingangsportal

- Pfarrkirche Saint-André
- Eingangsportal

## Wirtschaft und Infrastruktur
Cabanac liegt in den Zonen AOC der Schweinerasse Porc noir de Bigorre und des Schinkens Jambon noir de Bigorre.

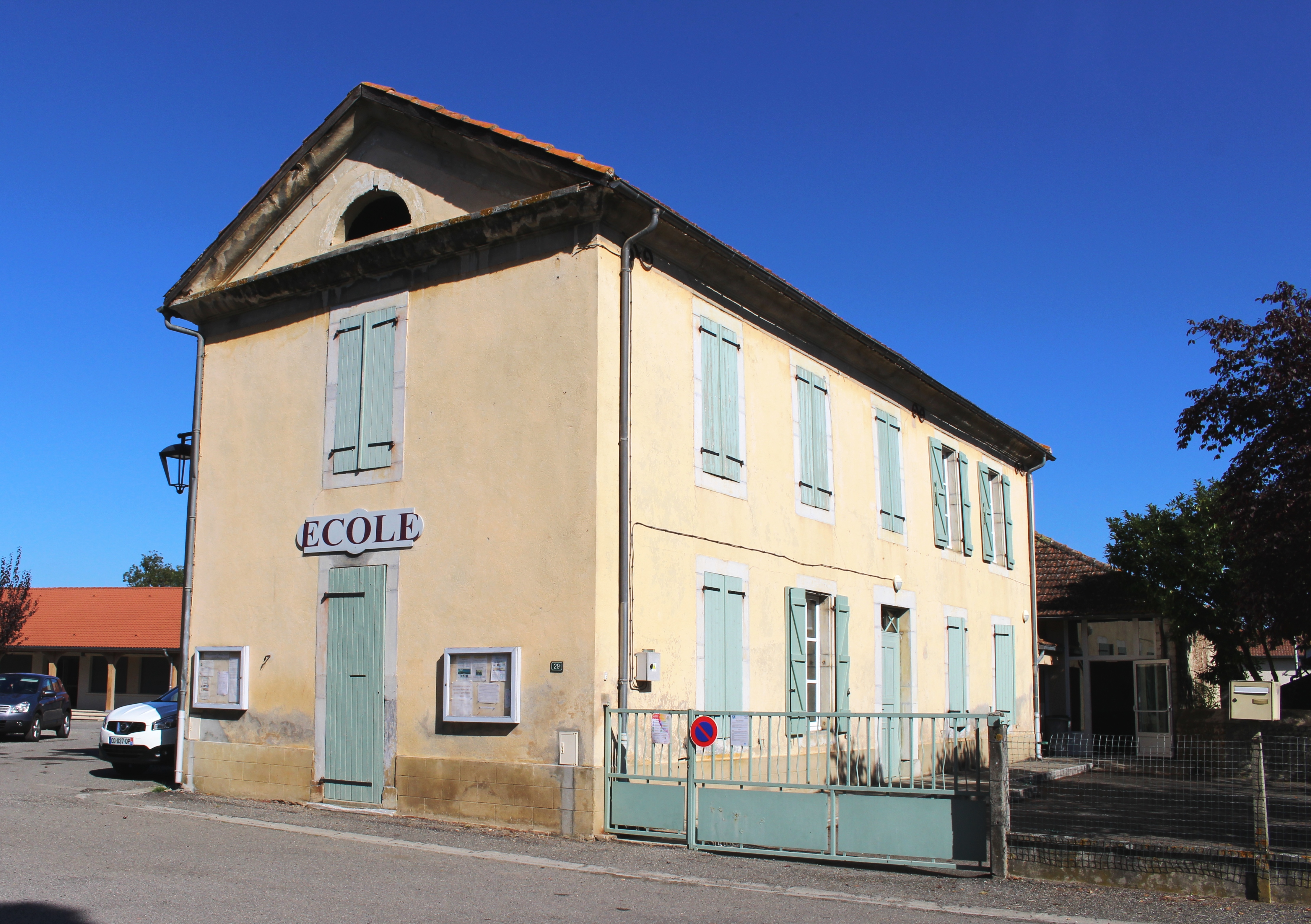
Schulgebäude

### Bildung
Die Gemeinde verfügt über die öffentliche Vor- und Grundschule Le RPI de l’Arros.

### Verkehr
Cabanac wird von den Routes départementales 1 und 14 durchquert.